# اشرافیت انتصابی
در بریتانیا، اشرافیت انتصابی غیرقابل توارث توسط سناتورها به افرادی اعطا می‌شود. در دوران مدرن، این اشرافیت انتصابی، همیشه در سطح بارون، تحت قانون Life Peerages Act 1958 ایجاد می‌شوند و به دارندگان آن صندلی‌هایی در مجلس اعیان بریتانیا واگذار می‌کنند، تصور می‌شود که آنها واجد شرایطی مانند سن و شهروندی هستند. فرزندان مشروع یک اشرافی حق دارند با پیشوند " محترم " خطاب شوند، گرچه آنها نمی‌توانند این اشرافیت را به ارث ببرند.

## تعدادی از اشرافیان انتصابی
| نخست‌وزیر | حزب        | تصدی               | همسالان | در سال  |
| --- | ---------- | ------------------ | ------- | ------- |
| هارولد مکمیلان                                                                                              | محافظه کار | ۱۹۵۷–۱۹۶۳          | ۴۶      | ۹٫۲ *   |
| الک داگلاس-خانه                                                                                             | محافظه کار | ۱۹۶۳–۱۹۶۴          | ۱۶      | ۱۶٫۰    |
| هارولد ویلسون                                                                                               | کارگر      | ۱۹۶۴–۱۹۷۰          | ۱۲۲     | ۲۰٫۳ ** |
| ادوارد هیت                                                                                                  | محافظه کار | ۱۹۷۰–۱۹۷۴          | ۵۸      | ۱۴٫۵    |
| هارولد ویلسون                                                                                               | کارگر      | ۱۹۷۴–۱۹۷۶          | ۸۰      | ۴۰٫۰ ** |
| جیمز کالاگان                                                                                                | کارگر      | ۱۹۷۶–۱۹۷۹          | ۵۸      | ۱۹٫۳    |
| مارگارت تاچر                                                                                                | محافظه کار | ۱۹۷۹–۱۹۹۰          | ۲۰۱     | ۱۸٫۲    |
| جان سرگرد                                                                                                   | محافظه کار | ۱۹۹۰–۱۹۹۷          | ۱۶۰     | ۲۰٫۱    |
| تونی بلر | کارگر      | ۲۰۰۷–۲۰۰۷          | ۳۵۷     | ۳۵٫۷    |
| گوردون براون                                                                                                | کارگر      | ۲۰۰۷–۲۰۱۰          | ۳۴      | ۱۱٫۳    |
| دیوید کامرون                                                                                                | محافظه کار | ۲۰۱۰–۲۰۱۶          | ۲۴۳     | ۴۰٫۵    |
| ترزا می | محافظه کار | ۲۰۱۶–۲۰۱۹          | ۴۴      | ۱۴٫۷    |
| بوریس جانسون                                                                                                | محافظه کار | ۲۰۱۹ - در حال حاضر | ۱۷      | ۱۷      |
| جمع | جمع        | جمع                | ۱۴۳۵    | ۲۳٫۵    |
| * میانگین Macmillan طبق این قانون برای ۵ سال محاسبه شده‌است. ** میانگین ترکیبی ویلسون ۲۵٫۴ زندگی سالانه است. |            |                    |         |         |